# Jucilene de Lima
Jucilene Sales de Lima (Taperoá, 14 settembre 1990) è una giavellottista brasiliana.

## Biografia
Lima ha esordito internazionalmente nel 2004 riportando una medaglia d'oro ai Campionati sudamericani under 18 in Ecuador. Nel lancio del giavellotto si è distinta a livello regionale sin dalle competizioni juniores salendo più volte sul podio, da ultimo nel 2015 arrivando prima ai Campionati sudamericani in Perù.
In ambito extra-subcontinentale, nel 2015, Lima ha vinto la medaglia di bronzo ai Giochi panamericani in Canada e una medaglia d'argento ai Giochi mondiali militari in Corea del Sud.

## Record nazionali
- Lancio del giavellotto: 62,89 m ( San Paolo, 11 ottobre 2014)[3]

## Palmarès
| Anno | Manifestazione             | Sede           | Evento                 | Risultato | Prestazione | Note                                                             |
| ---- | -------------------------- | -------------- | ---------------------- | --------- | ----------- | ---------------------------------------------------------------- |
| 2004 | Sudamericani U18           | Guayaquil      | Lancio del giavellotto | Oro       | 48,04 m     |                                                                  |
| 2005 | Mondiali U18               | Marrakech      | Lancio del giavellotto | 17ª (q)   | 43,62 m     |                                                                  |
| 2005 | Sudamericani               | Cali           | Lancio del giavellotto | 6ª        | 44,74 m     |                                                                  |
| 2005 | Panamericani U20           | Windsor        | Lancio del giavellotto | 5ª        | 45,83 m     |                                                                  |
| 2005 | Sudamericani U20           | Rosario        | Lancio del giavellotto | Oro       | 46,04 m     |                                                                  |
| 2006 | Mondiali U20               | Pechino        | Lancio del giavellotto | nm (q)    | nm (q)      |                                                                  |
| 2005 | Sudamericani               | San Paolo      | Lancio del giavellotto | 4ª        | 52,86 m     |                                                                  |
| 2005 | Mondiali U18               | Ostrava        | Lancio del giavellotto | 10ª       | 45,73 m     |                                                                  |
| 2005 | Panamericani U20           | San Paolo      | Lancio del giavellotto | Oro       | 49,42 m     |                                                                  |
| 2005 | Sudamericani U20           | San Paolo      | Lancio del giavellotto | Oro       | 47,53 m     |                                                                  |
| 2005 | Giochi panamericani        | Rio de Janeiro | Lancio del giavellotto | 10ª       | 46,59 m     |                                                                  |
| 2008 | Mondiali U20               | Bydgoszcz      | Lancio del giavellotto | 11ª       | 50,87 m     |                                                                  |
| 2008 | Sudamericani U23           | Lima           | Lancio del giavellotto | Bronzo    | 48,44 m     |                                                                  |
| 2009 | Sudamericani               | Lima           | Lancio del giavellotto | Argento   | 54,37 m     |                                                                  |
| 2009 | Sudamericani U20           | San Paolo      | Lancio del giavellotto | Argento   | 48,74 m     |                                                                  |
| 2009 | Panamericani U20           | Port of Spain  | Lancio del giavellotto | Bronzo    | 47,10 m     |                                                                  |
| 2012 | Campionati ibero-americani | Barquisimeto   | Lancio del giavellotto | 4ª        | 55,98 m     |                                                                  |
| 2012 | Campionati ibero-americani | Barquisimeto   | 4×400 m                | Oro       | 3'28"56     |                                                                  |
| 2012 | Sudamericani U23           | San Paolo      | Lancio del giavellotto | Oro       | 56,00 m     |                                                                  |
| 2013 | Sudamericani               | Cartagena      | Lancio del giavellotto | Bronzo    | 57,73 m     |                                                                  |
| 2013 | Mondiali                   | Mosca          | Lancio del giavellotto | 26ª (q)   | 55,18 m     |                                                                  |
| 2014 | Giochi sudamericani        | Santiago       | Lancio del giavellotto | Argento   | 60,17 m     |                                                                  |
| 2014 | Campionati ibero-americani | San Paolo      | Lancio del giavellotto | Oro       | 61,71 m     |                                                                  |
| 2015 | Sudamericani               | Lima           | Lancio del giavellotto | Oro       | 60,16 m     |                                                                  |
| 2015 | Giochi panamericani        | Toronto        | Lancio del giavellotto | Bronzo    | 60,42 m     |                                                                  |
| 2015 | Mondiali                   | Pechino        | Lancio del giavellotto | 25ª (q)   | 59,49 m     |                                                                  |
| 2015 | Giochi mondiali militari   | Mungyeong      | Lancio del giavellotto | Argento   | 57,99 m     |                                                                  |
| 2021 | Sudamericani               | Guayaquil      | Lancio del giavellotto | Bronzo    | 59,65 m     |                                                                  |
| 2021 | Giochi olimpici            | Tokyo          | Lancio del giavellotto | 15ª (q)   | 60,14 m     |                                                                  |
| 2022 | Mondiali                   | Eugene         | Lancio del giavellotto | 19ª (q)   | 57,13 m     |                                                                  |
| 2022 | Giochi sudamericani        | Asunción       | Lancio del giavellotto | Argento   | 62,42 m     |                                                                  |
| 2023 | Campionati sudamericani    | San Paolo      | Lancio del giavellotto | Argento   | 60,68 m     |                                                                  |
| 2023 | Mondiali                   | Budapest       | Lancio del giavellotto | 8ª        | 60,34 m     |                                                                  |
| 2023 | Giochi panamericani        | Santiago       | Lancio del giavellotto | 5ª        | 59,04 m     |                                                                  |
| 2024 | Giochi olimpici            | Parigi         | Lancio del giavellotto | 28ª (q)   | 57,56 m     |                                                                  |
| 2025 | Campionati sudamericani    | Mar del Plata  | Lancio del giavellotto | Oro       | 62,32 m     | Record dei campionati · Miglior prestazione personale stagionale |